# Bahnhof Halle-Südstadt
Der Bahnhof Halle-Südstadt liegt im gleichnamigen Stadtteil im Süden der Stadt Halle (Saale). Er besitzt zwei Bahnsteige an der S-Bahn-Strecke nach Lutherstadt Eisleben und liegt im Netz der S-Bahn Mitteldeutschland.

## Geschichte

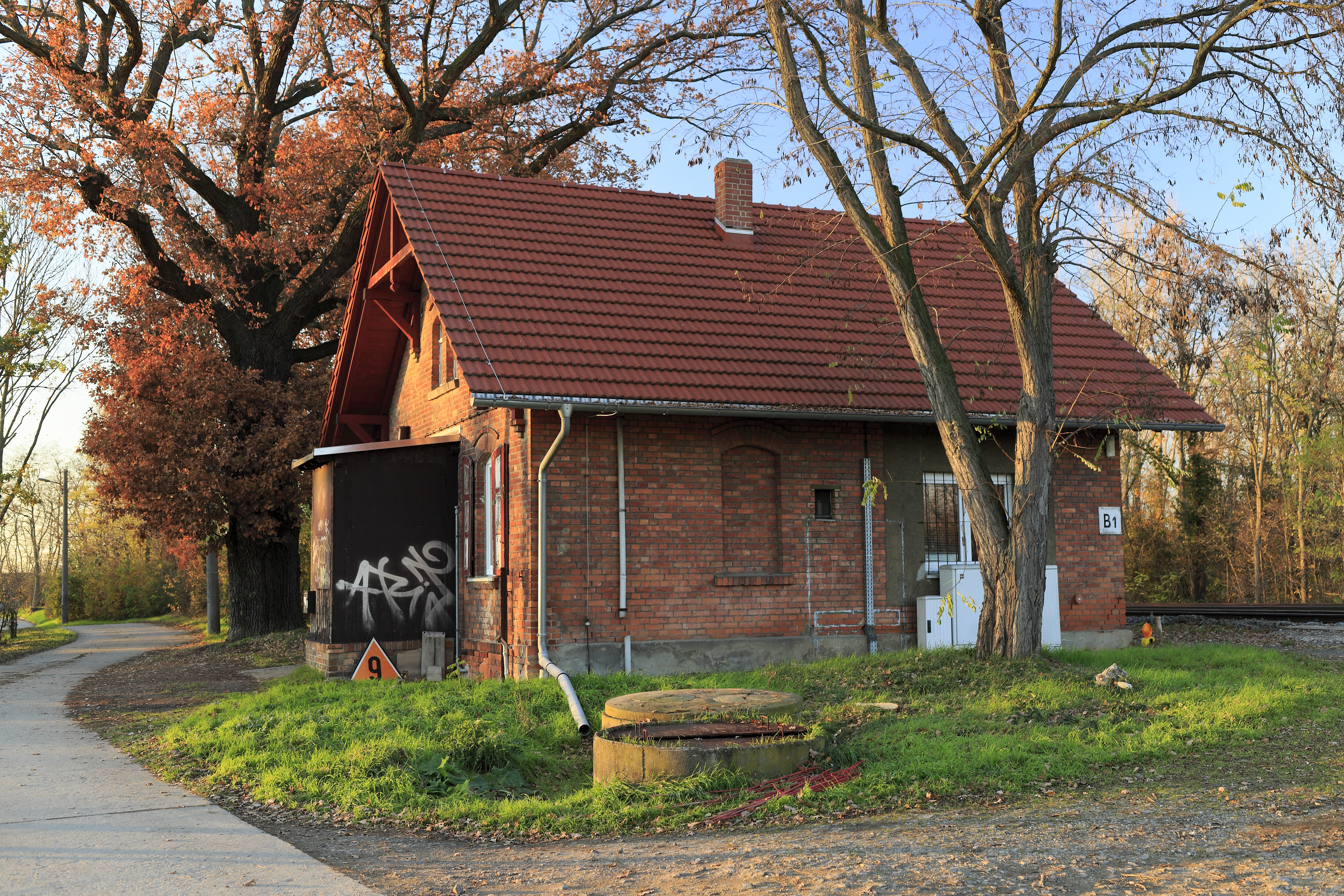
Ehemaliges Stellwerk am Bahnhof Halle-Südstadt

Parallel zur Bahnstrecke von Halle (Saale) in Richtung Nordhausen wurde Ende der 1970er Jahre eine separate eingleisige S-Bahn-Strecke angelegt, um mit dem S-Bahnverkehr der neu entstandenen Wohngebiete Silberhöhe und Südstadt die bestehende Strecke nicht weiter zu belasten. Für das Wohngebiet Südstadt wurde im Mai 1979 der Haltepunkt Halle Südstadt eröffnet. Die S-Bahn-Züge der S-Bahn Halle, die 2013 in der S-Bahn Mitteldeutschland aufging, verkehrten hier zwischen dem Hauptbahnhof und Halle-Neustadt. Im Jahr 2021 fanden auf der Strecke Bauarbeiten statt.

## Anlagen
Der Bahnhof besitzt zwei Bahnsteiggleise, die durch eine Fußgängerunterführung miteinander verbunden sind. Die Zugänge zum Bahnhof befinden sich am Südstadtring im Norden und an der Kaiserslauterer Straße im Westen.
Die ursprüngliche Planung des S-Bahn-Abzweiges sah einen zweigleisigen Ausbau der Strecke vor. Das zweite Gleis wurde später jedoch nur am Haltepunkt Halle-Südstadt eingebaut, wodurch eine Kreuzungsmöglichkeit entstand. Außerdem wurde ein Gleisbildstellwerk der Bauformen GS I DR/GS II DR errichtet, welches auch die Abzweigstelle Sa (seit 2021 Halle Saalebrücke) mitbediente. Dieses wurde bei der Sanierung der Strecke 2021 durch ein elektronisches Stellwerk ersetzt. Das Gebäude wurde danach abgebrochen.
Beim Umbau wurden die Weichen auf der Westseite an das Bahnsteigende herangerückt, damit konnte in Verlängerung des Bahnsteiggleises 2 ein zusätzliches Kehrgleis eingerichtet werden.

## Verkehrsanbindung

### Eisenbahn
Seit dem Fahrplanjahr 2022 wird der Haltepunkt von den S-Bahn-Linien S 3 Halle-Nietleben–Wurzen, in der Hauptverkehrszeit weiter bis Oschatz, und S 7 Halle (Saale) Hbf–Lutherstadt Eisleben, bei der einzelne Züge weiter bis Sangerhausen fahren, bedient. Bis 2021 wurde die Linie zwischen Halle (Saale) und Lutherstadt Eisleben als RB 75 bezeichnet, bei der im Zwei-Stunden-Takt ausschließlich die Züge in Fahrtrichtung Lutherstadt Eisleben in Halle-Silberhöhe hielten. Aufgrund der Bauarbeiten im Rahmen des Verkehrsprojektes Deutsche Einheit Nr. 8 zwischen Halle Rosengarten und Angersdorf war der Verkehr vom 14. Januar bis zum 11. Dezember 2021 ausgesetzt.
| Linie                    | Linienverlauf | Takt (min)                                  | EVU             |
| ------------------------ | --- | ------------------------------------------- | --------------- |
| S 3                      | Halle-Nietleben – Halle-Südstadt – Halle (Saale) Hbf – Schkeuditz – Leipzig Hbf – Leipzig-Stötteritz – Wurzen (– Oschatz) | 30 (Halle-Nietleben–Wurzen)                 | DB Regio Südost |
| S 7                      | Halle (Saale) Hbf – Halle-Südstadt – Teutschenthal – Röblingen am See – Lutherstadt Eisleben (– Sangerhausen)             | 60 (Halle (Saale) Hbf–Lutherstadt Eisleben) | Abellio         |
| Stand: 10. Dezember 2023 | |                                             |                 |

### Nahverkehr
Unweit des Tunnelausganges befindet sich am Südstadtring die Haltestelle S-Bahnhof Südstadt der Straßenbahnlinie 1. Daneben befindet sich die gleichnamige Bushaltestelle der Halleschen Verkehrs-AG.